# Molophilus gemellus
Molophilus gemellus är en tvåvingeart som beskrevs av Alexander 1927. Molophilus gemellus ingår i släktet Molophilus och familjen småharkrankar. Inga underarter finns listade i Catalogue of Life.